# Unified Propulsion System
Das Unified Propulsion System (UPS), zu deutsch etwa zusammengefasstes Antriebssystem, beschreibt das Konstruktionskonzept, das Antriebssystem und die Lageregelung eines Satelliten in eine Einheit zu integrieren.
Üblicherweise bringt eine Trägerrakete einen geostationären Satelliten auf einen vorläufigen Geotransferorbit. Von dort befördert ihn ein Apogäumsmotor auf die endgültige geostationäre Bahn. Dort angekommen erfährt der Satellit nur noch kleine Lageregelungen. Der Apogäumsmotor wird nicht mehr gebraucht. Beim UPS-Konzept werden gemeinsame Komponenten beider Antriebssysteme zusammengefasst, insbesondere die Treibstofftanks und Steuerungen. Als Ergebnis erhält man eine kompakte Antriebseinheit mit einer geringeren Masse als ein Zweikomponentensystem.